# Make Way for the Motherlode
Albums de Yo-Yo
Black Pearl
(1992)
Singles
1. You Can't Play with My Yo-Yo
Sortie : 1991
2. What Can I Do?
Sortie : 1991

Make Way for the Motherlode est le premier album studio de Yo-Yo, sorti le 19 mars 1991.
L'album s'est classé 5e au Top R&B/Hip-Hop Albums et 74e au Billboard 200.
En 2013, le magazine Complex a classé la chanson You Can't Play with My Yo-Yo à la 12e place de sa liste des « 50 meilleures chansons de rap interprétées par des femmes ».

## Liste des titres
| No  | Titre                                                                      | Contient un (des) sample(s) de | Durée |
| --- | -------------------------------------------------------------------------- | --- | ----- |
| 1.  | Stand Up for Your Rights (featuring Ricky Harris, Tamika Ingram et Threat) | Too High de Stevie Wonder | 1:00  |
| 2.  | Stompin to tha 90's                                                        | Itch and Scratch (Part I) de Rufus Thomas It's Just Begun du The Jimmy Castor Bunch Fugitive de Whodini Bring the Noise de Public Enemy Here We Go (Live at the Funhouse) de Run–DMC Sing Sing de Gaz It's Funky Enough de The D.O.C. Back to Life (Acapella) de Soul II Soul Welcome to the Terrordome de Public Enemy | 4:07  |
| 3.  | You Can't Play with My Yo-Yo (featuring Ice Cube)                          | Devotion d'Earth, Wind & Fire Wrath of My Madness de Queen Latifah You Can Make It if You Try de Sly & the Family Stone Save the World du Southside Movement | 3:34  |
| 4.  | Cube Gets Played                                                           | Ninety-Nine and a Half (Won't Do) de Wilson Pickett La Di Da Di de Doug E. Fresh et Slick Rick Kanday de LL Cool J | 0:19  |
| 5.  | Put a Lid on It                                                            | Reach Out de l'Average White Band Person to Person de l'Average White Band Mind Power de James Brown Funky President (People It's Bad) de James Brown Timebomb de Public Enemy | 3:04  |
| 6.  | What Can I Do? (featuring Ice Cube)                                        | 90% of Me Is You de Gwen McCrae Bouncy Lady de Pleasure | 4:13  |
| 7.  | Dedication (featuring LA Jay et Ricky Harris)                              | | 0:52  |
| 8.  | Sisterland                                                                 | Lady Marmalade de LaBelle | 3:38  |
| 9.  | The I.B.W.C. National Anthem (featuring IBWC)                              | | 1:44  |
| 10. | Make Way for the Motherlode                                                | The Assembly Line des Commodores Love the Life You Live de Kool & the Gang Mothership Connection (Star Child) de Parliament | 3:47  |
| 11. | Tonight's The Night (featuring Dazzie Dee)                                 | Tonight Is the Night de Betty Wright | 3:38  |
| 12. | I Got Played                                                               | Who Is He (And What Is He to You)? de Bill Withers Who Is She (And What Is She to You) de Gladys Knight & the Pips | 2:45  |
| 13. | Girl, Don't Be No Fool                                                     | You Can Have Watergate Just Gimme Some Bucks and I'll Be Straight de Fred Wesley and The J.B.'s Feel Good de Fancy Women's Love Rights de Laura Lee Don't Be Cruel de Bobby Brown It's My Thing de Marva Whitney Everybody Plays the Fool du Main Ingredient | 4:40  |
| 14. | Ain't Nobody Better                                                        | Ain't Nobody de Rufus et Chaka Khan (Not Just) Knee Deep de Funkadelic Hey Ladies des Beastie Boys My Philosophy des Boogie Down Productions If I Was Your Girlfriend de Prince Public Enemy No. 1 de Public Enemy Pumpin' It Up (Special Club Mix) de P-Funk All Stars I Wouldn't Change a Thing de Coke Escovedo Kool Is Back de Funk, Inc. Timebomb de Public Enemy South Bronx des Boogie Down Productions Eric B. Is President d'Eric B. & Rakim Funky Drummer de James Brown | 4:22  |
| 15. | Outro                                                                      | | 0:23  |
| 16. | More of What I Can Do                                                      | Bouncy Lady de Pleasure 90% of Me Is You de Gwen McCrae | 1:48  |